# Aeroporto de En Nahud
O Aeroporto de En Nahud (IATA: NUD, ICAO: HSNH) é um aeroporto localizado na cidade de En Nahud, no Sudão. Situado a 549 quilômetros da capital do país Cartum.